# Национальная театральная школа Канады
Национальная театральная школа Канады (фр. École nationale de théâtre du Canada, англ. National Theatre School of Canada) — частное высшее учебное заведение, расположенное в Монреале.
Национальная театральная школа Канады была основана в 1960 году. Первым её директором (1960—1963) был актёр и режиссёр Жан Гаскон. Студенты проходят здесь профессиональную подготовку на французском и английском языках.
Национальная театральная школа находится в историческом здании «Monument-National», который был культурным центром города, расположенном на пересечении бульвара Святого Лаврентия и улицы Сен-Дени. За прекрасным фасадом 19 века находится многофункциональная здание, прекрасно оборудованное для современных постановок.

## Известные выпускники
В скобках указан год выпуска.
- Бендэвид, Марк (2004) — актёр
- Браун, Блэр (1969) — актриса
- Дюпюи, Рой (1986) — актёр
- Каллен, Питер (1963) — актёр
- Матчетт, Кэри (1993) — актриса
- Муавад, Важди (1991) — актёр, драматург, режиссёр
- О, Сандра (1993) — актриса
- Пифко, Кара (1994) — актриса
- Прайс-Фрэнсис, Эми (1988) — актриса
- Фиори, Колм (1980) — актёр
- Фокс, Колин — актёр
- Шелленберг, Аугуст — актёр